# تيمس (تل)
تل تيمس (بالإنجليزية: Timms Hill)‏ هو أعلى نقطة طبيعية في ولاية ويسكونسن الأمريكية.
يقع في وسط شمال ويسكونسن في متنزه المقاطعة لتيمس هيل في مدينة هل في مقاطعة برايس، ويبلغ ارتفاعه 595 متراً. يقع على بعد 1.6 كم جنوب الطريق السريع 86، في منتصف الطريق بين أوغيما وسبرين، وحوالي 37 كم غرب توماهوك.
على قمته يوجد برج مراقبة عام. ويمكن رؤية جبل ريب الذي يبلغ ارتفاعه 586 متراً.